# Ceratobates pontiger
Ceratobates pontiger är en kvalsterart som beskrevs av Balogh och Sandór Mahunka 1969. Ceratobates pontiger ingår i släktet Ceratobates och familjen Austrachipteriidae. Inga underarter finns listade i Catalogue of Life.